# كارلوس بيبي
كارلوس بيبي (بالإسبانية: Carlos Peppe)‏ (28 يناير 1983 بمونتفيدو في الأوروغواي - ) هو لاعب كرة قدم أوروغواني وأندوري في مركز الوسط. شارك مع منتخب أندورا لكرة القدم. أما مع النوادي، فقد لعب مع ديفينسور سبورتينغ وسانت جوليا ونادي أندورا لكرة القدم وسبورتيفو سيريتو.

## وصلات خارجية
- كارلوس بيبي على موقع الاتحاد الأوربي (الإنجليزية)
- كارلوس بيبي على موقع قاعدة بيانات كرة القدم.إي يو (الإنجليزية)
- كارلوس بيبي على موقع ناشيونال فوتبول تيمز (الإنجليزية)
- كارلوس بيبي على موقع Soccerway.com (الإنجليزية)
- كارلوس بيبي على موقع عالم كرة القدم.نت (الإنجليزية)